# Котоко
Котоко, макари, мантаге — народ в Камеруне и Республике Чад, населяющий территорию к югу от озера Чад, берега рек Логон и Шари. В северных районах своего расселения живут смешано с арабами шоа, в восточных — с канури. К котоко близки будума (йедина) — рыболовы, живущие на островах озера Чад. Языки котоко относятся к центрально-чадской ветви чадской семьи в афразийской языковой макросемье. Часть котоко перешла на язык канури. Религия — суннитский ислам. Основное занятия — рыболовство, земледелие, скотоводство.
Котоко считаются носителями культуры Сао (V век до н. э. — XVII век н. э.).
Брак патрилокальный. Счёт родства — патрилинейный.
Традиционная одежда вытеснена европейской.
Распространены культы духов воды, священных деревьев и скал.
По версии выпускника Сорбонны, бенинского слависта Дьёдонне Гнамманку (автора книги ЖЗЛ «Абрам Ганнибал»), родиной («fummo») арапа Петра Великого является город Логон-Бирни (на территории современного Камеруна на границе с Чадом), где находился котокский султанат Логон.